# Sportvagns-VM 1981
Sportvagns-VM 1981 kördes över totalt 15 omgångar.
1981 infördes även en förartitel. Mästerskapets första världsmästare blev amerikanen Bob Garretson.

## Delsegrare
| Bana                   | Vinnare                                      | Märke   |
| ---------------------- | -------------------------------------------- | ------- |
| Daytona 24-timmars     | Bob Garretson Bobby Rahal Brian Redman       | Porsche |
| Sebring 12-timmars     | Al Holbert Hurley Haywood Bruce Leven        | Porsche |
| Mugello 6-timmars      | Giorgio Francia Lella Lombardi               | Osella  |
| Monza 1000 km          | Edgar Dören Jürgen Lässig Gerhard Holup      | Porsche |
| Riverside 6-timmars    | John Fitzpatrick Jim Busby                   | Porsche |
| Silverstone 6-timmars  | Harald Grohs Walter Röhrl Dieter Schornstein | Porsche |
| Nürburgring 1000 km    | Hans-Joachim Stuck Nelson Piquet             | BMW     |
| Le Mans                | Jacky Ickx Derek Bell                        | Porsche |
| Pergusa 6-timmars      | Guy Edwards Emilio de Villota                | Lola    |
| Daytona 6-timmars      | Roger Mandeville Amos Johnson                | Mazda   |
| Watkins Glen 6-timmars | Riccardo Patrese Michele Alboreto            | Lancia  |
| Spa 24-timmars         | Tom Walkinshaw Pierre Dieudonné              | Mazda   |
| Mosport 6-timmars      | John Fitzpatrick Brian Redman                | Porsche |
| Road America 500 miles | Harald Grohs Rolf Stommelen                  | Porsche |
| Brands Hatch 1000 km   | Riccardo Patrese Walter Röhrl                | Lola    |

## Förar-VM
| Plats | Förare          | Poäng |
| ----- | --------------- | ----- |
| 1     | Bob Garretson   | 127   |
| 2     | Harald Grohs    | 116,5 |
| 3     | Bobby Rahal     | 109   |
| 4     | Edgar Dören     | 107,5 |
| 5     | Giorgio Francia | 101   |

## Märkes-VM

### >2000 cm³
| Plats | Märke   | Poäng |
| ----- | ------- | ----- |
| 1     | Porsche | 100   |
| 2     | BMW     | 52    |
| 3     | Ferrari | 15    |
| 4     | Lancia  | 6     |
| 5     | Morgan  | 2     |

### <2000 cm³
| Plats | Märke      | Poäng |
| ----- | ---------- | ----- |
| 1     | Lancia     | 100   |
| 2     | BMW        | 59    |
| 3     | Opel       | 15    |
| 4     | Ford       | 15    |
| 5     | Toyota     | 4     |
| 6     | Alfa Romeo | 1     |